# Toyota 85C
Chronologie des modèles
Toyota 86C
La Toyota 85C (également appelée Dome 85C ou encore Toyota Dome 85C) est un prototype de course, construit par le constructeur japonais Toyota en partenariat avec Dome et homologué pour courir dans la catégorie FIA Groupe C de la Fédération internationale de l'automobile.

## Résultats sportifs
Les résultats suivants concernent seulement les voitures ayant pour châssis le 85C et celles utilisant ce même châssis mais sous une dénomination différente en course.

### Championnat du monde des voitures de sport
| Course                                                                                           | Date          | no | Écurie            | Pilotes                                       | Châssis                    | Classement |
| Course                                                                                           | Date          | no | Écurie            | Pilotes                                       | Moteur                     | Classement |
| ------------------------------------------------------------------------------------------------ | ------------- | -- | ----------------- | --------------------------------------------- | -------------------------- | ---------- |
| 24 Heures du Mans                                                                                | 15 et 16 juin | 36 | Toyota Tom's Team | Satoru Nakajima Masanori Sekiya Kaoru Hoshino | Toms85C-01                 | 12e        |
| 24 Heures du Mans                                                                                | 15 et 16 juin | 36 | Toyota Tom's Team | Satoru Nakajima Masanori Sekiya Kaoru Hoshino | Toyota 4T-GT 2.1L Turbo I4 | 12e        |
| 24 Heures du Mans                                                                                | 15 et 16 juin | 38 | Dome Toyota       | Eje Elgh Geoff Lees Toshio Suzuki             | Dome85C-01                 | Abandon    |
| 24 Heures du Mans                                                                                | 15 et 16 juin | 38 | Dome Toyota       | Eje Elgh Geoff Lees Toshio Suzuki             | Toyota 4T-GT 2.1L Turbo I4 | Abandon    |
| 1 000 kilomètres de Fuji (course également intégrée au Championnat du Japon de sport-prototypes) | 6 octobre     | 35 | Misaki Speed      | Toshio Suzuki Kaoru Hoshino                   | Toms85C-03                 | 7e         |
| 1 000 kilomètres de Fuji (course également intégrée au Championnat du Japon de sport-prototypes) | 6 octobre     | 35 | Misaki Speed      | Toshio Suzuki Kaoru Hoshino                   | Toyota 4T-GT 2.1L Turbo I4 | 7e         |
| 1 000 kilomètres de Fuji (course également intégrée au Championnat du Japon de sport-prototypes) | 6 octobre     | 36 | Tom's             | Satoru Nakajima Masanori Sekiya               | Toms85C-01                 | 3e         |
| 1 000 kilomètres de Fuji (course également intégrée au Championnat du Japon de sport-prototypes) | 6 octobre     | 36 | Tom's             | Satoru Nakajima Masanori Sekiya               | Toyota 4T-GT 2.1L Turbo I4 | 3e         |
| 1 000 kilomètres de Fuji (course également intégrée au Championnat du Japon de sport-prototypes) | 6 octobre     | 38 | Dome Motorsport   | Geoff Lees Eje Elgh                           | Dome85C-01                 | 9e         |
| 1 000 kilomètres de Fuji (course également intégrée au Championnat du Japon de sport-prototypes) | 6 octobre     | 38 | Dome Motorsport   | Geoff Lees Eje Elgh                           | Toyota 4T-GT 2.1L Turbo I4 | 9e         |

| Course                                                                                           | Date      | no | Écurie                  | Pilotes                                   | Châssis                    | Classement |
| Course                                                                                           | Date      | no | Écurie                  | Pilotes                                   | Moteur                     | Classement |
| ------------------------------------------------------------------------------------------------ | --------- | -- | ----------------------- | ----------------------------------------- | -------------------------- | ---------- |
| 1 000 kilomètres de Fuji (course également intégrée au Championnat du Japon de sport-prototypes) | 5 octobre | 35 | Tom's                   | Toshio Suzuki Hitoshi Ogawa Kaoru Hoshino | Toms85C-01                 | 24e        |
| 1 000 kilomètres de Fuji (course également intégrée au Championnat du Japon de sport-prototypes) | 5 octobre | 35 | Tom's                   | Toshio Suzuki Hitoshi Ogawa Kaoru Hoshino | Toyota 4T-GT 2.1L Turbo I4 | 24e        |
| 1 000 kilomètres de Fuji (course également intégrée au Championnat du Japon de sport-prototypes) | 5 octobre | 45 | Auto Beaurex Motorsport | Naoki Nagasaka Steven Andskär             | Toms85C-03                 | Abandon    |
| 1 000 kilomètres de Fuji (course également intégrée au Championnat du Japon de sport-prototypes) | 5 octobre | 45 | Auto Beaurex Motorsport | Naoki Nagasaka Steven Andskär             | Toyota 4T-GT 2.1L Turbo I4 | Abandon    |

### Championnat du Japon de sport-prototypes
| Course                          | Date        | no                                                                                | Écurie                                                                            | Pilotes                                                                           | Châssis                                                                           | Classement                                                                        |
| Course                          | Date        | no                                                                                | Écurie                                                                            | Pilotes                                                                           | Moteur                                                                            | Classement                                                                        |
| ------------------------------- | ----------- | --------------------------------------------------------------------------------- | --------------------------------------------------------------------------------- | --------------------------------------------------------------------------------- | --------------------------------------------------------------------------------- | --------------------------------------------------------------------------------- |
| 500 kilomètres de Suzuka        | 7 avril     | 36                                                                                | Tom's                                                                             | Satoru Nakajima Masanori Sekiya                                                   | Toms85C-01                                                                        | Abandon                                                                           |
| 500 kilomètres de Suzuka        | 7 avril     | 36                                                                                | Tom's                                                                             | Satoru Nakajima Masanori Sekiya                                                   | Toyota 4T-GT 2.1L Turbo I4                                                        | Abandon                                                                           |
| 1 000 kilomètres de Fuji (JSPC) | 5 mai       | 36                                                                                | Tom's                                                                             | Satoru Nakajima Masanori Sekiya Kaoru Hoshino                                     | Toms85C-01                                                                        | 7e                                                                                |
| 1 000 kilomètres de Fuji (JSPC) | 5 mai       | 36                                                                                | Tom's                                                                             | Satoru Nakajima Masanori Sekiya Kaoru Hoshino                                     | Toyota 4T-GT 2.1L Turbo I4                                                        | 7e                                                                                |
| 1 000 kilomètres de Fuji (JSPC) | 5 mai       | 38                                                                                | Dome Motorsport                                                                   | Geoff Lees Toshio Suzuki                                                          | Dome85C-01                                                                        | 6e                                                                                |
| 1 000 kilomètres de Fuji (JSPC) | 5 mai       | 38                                                                                | Dome Motorsport                                                                   | Geoff Lees Toshio Suzuki                                                          | Toyota 4T-GT 2.1L Turbo I4                                                        | 6e                                                                                |
| 500 Miles de Fuji               | 28 juillet  | 36                                                                                | Tom's                                                                             | Satoru Nakajima Masanori Sekiya Kaoru Hoshino                                     | Toms85C-01                                                                        | 2e                                                                                |
| 500 Miles de Fuji               | 28 juillet  | 36                                                                                | Tom's                                                                             | Satoru Nakajima Masanori Sekiya Kaoru Hoshino                                     | Toyota 4T-GT 2.1L Turbo I4                                                        | 2e                                                                                |
| 500 Miles de Fuji               | 28 juillet  | 38                                                                                | Dome Motorsport                                                                   | Eje Elgh Geoff Lees                                                               | Dome85C-01                                                                        | Abandon                                                                           |
| 500 Miles de Fuji               | 28 juillet  | 38                                                                                | Dome Motorsport                                                                   | Eje Elgh Geoff Lees                                                               | Toyota 4T-GT 2.1L Turbo I4                                                        | Abandon                                                                           |
| 1 000 kilomètres de Suzuka      | 25 août     | 36                                                                                | Toyota Tom's Team                                                                 | Satoru Nakajima Masanori Sekiya Kaoru Hoshino                                     | Toms85C-01                                                                        | 2e                                                                                |
| 1 000 kilomètres de Suzuka      | 25 août     | 36                                                                                | Toyota Tom's Team                                                                 | Satoru Nakajima Masanori Sekiya Kaoru Hoshino                                     | Toyota 4T-GT 2.1L Turbo I4                                                        | 2e                                                                                |
| 1 000 kilomètres de Suzuka      | 25 août     | 38                                                                                | Dome Motorsport                                                                   | Eje Elgh Geoff Lees                                                               | Dome85C-01                                                                        | 21e                                                                               |
| 1 000 kilomètres de Suzuka      | 25 août     | 38                                                                                | Dome Motorsport                                                                   | Eje Elgh Geoff Lees                                                               | Toyota 4T-GT 2.1L Turbo I4                                                        | 21e                                                                               |
| 1 000 kilomètres de Fuji        | 6 octobre   | voir tableau ci-dessus (Championnat du monde des voitures de sport - Saison 1985) | voir tableau ci-dessus (Championnat du monde des voitures de sport - Saison 1985) | voir tableau ci-dessus (Championnat du monde des voitures de sport - Saison 1985) | voir tableau ci-dessus (Championnat du monde des voitures de sport - Saison 1985) | voir tableau ci-dessus (Championnat du monde des voitures de sport - Saison 1985) |
| 500 kilomètres de Fuji          | 24 novembre | 36                                                                                | Toyota Tom's Team                                                                 | Satoru Nakajima Masanori Sekiya                                                   | Toms85C-01                                                                        | Abandon                                                                           |
| 500 kilomètres de Fuji          | 24 novembre | 36                                                                                | Toyota Tom's Team                                                                 | Satoru Nakajima Masanori Sekiya                                                   | Toyota 4T-GT 2.1L Turbo I4                                                        | Abandon                                                                           |
| 500 kilomètres de Fuji          | 24 novembre | 38                                                                                | Dome Motorsport                                                                   | Eje Elgh Geoff Lees                                                               | Dome85C-01                                                                        | 2e                                                                                |
| 500 kilomètres de Fuji          | 24 novembre | 38                                                                                | Dome Motorsport                                                                   | Eje Elgh Geoff Lees                                                               | Toyota 4T-GT 2.1L Turbo I4                                                        | 2e                                                                                |

| Course                          | Date        | no                                                                                | Écurie                                                                            | Pilotes                                                                           | Châssis                                                                           | Classement                                                                        |
| Course                          | Date        | no                                                                                | Écurie                                                                            | Pilotes                                                                           | Moteur                                                                            | Classement                                                                        |
| ------------------------------- | ----------- | --------------------------------------------------------------------------------- | --------------------------------------------------------------------------------- | --------------------------------------------------------------------------------- | --------------------------------------------------------------------------------- | --------------------------------------------------------------------------------- |
| 500 kilomètres de Suzuka        | 6 avril     | 3                                                                                 | Auto Beaurex Motorsport                                                           | Naoki Nagasaka Taku Akaike                                                        | Toms85C-03                                                                        | Abandon                                                                           |
| 500 kilomètres de Suzuka        | 6 avril     | 3                                                                                 | Auto Beaurex Motorsport                                                           | Naoki Nagasaka Taku Akaike                                                        | Toyota 4T-GT 2.1L Turbo I4                                                        | Abandon                                                                           |
| 500 kilomètres de Suzuka        | 6 avril     | 35                                                                                | Tom's                                                                             | Hitoshi Ogawa Toshio Suzuki                                                       | Toms85C-01                                                                        | 20e                                                                               |
| 500 kilomètres de Suzuka        | 6 avril     | 35                                                                                | Tom's                                                                             | Hitoshi Ogawa Toshio Suzuki                                                       | Toyota 4T-GT 2.1L Turbo I4                                                        | 20e                                                                               |
| 1 000 kilomètres de Fuji (JSPC) | 4 mai       | 3                                                                                 | Auto Beaurex Motorsport                                                           | Naoki Nagasaka Steven Andskär                                                     | Toms85C-03                                                                        | 2e                                                                                |
| 1 000 kilomètres de Fuji (JSPC) | 4 mai       | 3                                                                                 | Auto Beaurex Motorsport                                                           | Naoki Nagasaka Steven Andskär                                                     | Toyota 4T-GT 2.1L Turbo I4                                                        | 2e                                                                                |
| 1 000 kilomètres de Fuji (JSPC) | 4 mai       | 35                                                                                | Tom's                                                                             | Motoharu Kurosawa Hitoshi Ogawa Kaoru Hoshino                                     | Toms85C-01                                                                        | 9e                                                                                |
| 1 000 kilomètres de Fuji (JSPC) | 4 mai       | 35                                                                                | Tom's                                                                             | Motoharu Kurosawa Hitoshi Ogawa Kaoru Hoshino                                     | Toyota 4T-GT 2.1L Turbo I4                                                        | 9e                                                                                |
| 500 Miles de Fuji               | 20 juillet  | 3                                                                                 | Auto Beaurex Motorsport                                                           | Naoki Nagasaka Steven Andskär                                                     | Toms85C-03                                                                        | Abandon                                                                           |
| 500 Miles de Fuji               | 20 juillet  | 3                                                                                 | Auto Beaurex Motorsport                                                           | Naoki Nagasaka Steven Andskär                                                     | Toyota 4T-GT 2.1L Turbo I4                                                        | Abandon                                                                           |
| 500 Miles de Fuji               | 20 juillet  | 35                                                                                | Tom's                                                                             | Hitoshi Ogawa Motoharu Kurosawa Kaoru Hoshino                                     | Toms85C-01                                                                        | 4e                                                                                |
| 500 Miles de Fuji               | 20 juillet  | 35                                                                                | Tom's                                                                             | Hitoshi Ogawa Motoharu Kurosawa Kaoru Hoshino                                     | Toyota 4T-GT 2.1L Turbo I4                                                        | 4e                                                                                |
| 1 000 kilomètres de Suzuka      | 24 août     | 3                                                                                 | Auto Beaurex Motorsport                                                           | Naoki Nagasaka Steven Andskär                                                     | Toms85C-03                                                                        | 7e                                                                                |
| 1 000 kilomètres de Suzuka      | 24 août     | 3                                                                                 | Auto Beaurex Motorsport                                                           | Naoki Nagasaka Steven Andskär                                                     | Toyota 4T-GT 2.1L Turbo I4                                                        | 7e                                                                                |
| 1 000 kilomètres de Suzuka      | 24 août     | 35                                                                                | Tom's                                                                             | Motoharu Kurosawa Kaoru Hoshino Hitoshi Ogawa                                     | Toms85C-01                                                                        | 2e                                                                                |
| 1 000 kilomètres de Suzuka      | 24 août     | 35                                                                                | Tom's                                                                             | Motoharu Kurosawa Kaoru Hoshino Hitoshi Ogawa                                     | Toyota 4T-GT 2.1L Turbo I4                                                        | 2e                                                                                |
| 1 000 kilomètres de Fuji        | 5 octobre   | voir tableau ci-dessus (Championnat du monde des voitures de sport - Saison 1986) | voir tableau ci-dessus (Championnat du monde des voitures de sport - Saison 1986) | voir tableau ci-dessus (Championnat du monde des voitures de sport - Saison 1986) | voir tableau ci-dessus (Championnat du monde des voitures de sport - Saison 1986) | voir tableau ci-dessus (Championnat du monde des voitures de sport - Saison 1986) |
| 500 kilomètres de Fuji          | 23 novembre | 3                                                                                 | Auto Beaurex Motorsport                                                           | Naoki Nagasaka Steven Andskär                                                     | Toms85C-03                                                                        | 5e                                                                                |
| 500 kilomètres de Fuji          | 23 novembre | 3                                                                                 | Auto Beaurex Motorsport                                                           | Naoki Nagasaka Steven Andskär                                                     | Toyota 4T-GT 2.1L Turbo I4                                                        | 5e                                                                                |
| 500 kilomètres de Fuji          | 23 novembre | 35                                                                                | Tom's                                                                             | Toshio Suzuki Hitoshi Ogawa                                                       | Toms85C-01                                                                        | Abandon                                                                           |
| 500 kilomètres de Fuji          | 23 novembre | 35                                                                                | Tom's                                                                             | Toshio Suzuki Hitoshi Ogawa                                                       | Toyota 4T-GT 2.1L Turbo I4                                                        | Abandon                                                                           |